# Lithurgus collaris
Lithurgus collaris är en biart som beskrevs av Smith 1873. Lithurgus collaris ingår i släktet Lithurgus och familjen buksamlarbin. Inga underarter finns listade i Catalogue of Life.